# Дејв Мари
Дејвид Мајкл Мари (енгл. David Michael Murray; Едмонтон, 23. децембар 1956) енглески је музичар и текстописац, најпознатији као гитариста хеви метал бенда Iron Maiden.

## Биографија
Средином седамдесетих, још у време школовања, Мари је имао бенд `Evil Ways` у којем је свирао Адријан Смит. Касније, Адријан Смит оснива бенд Ерчин (Urchin) у коме је другу гитару свирао Дејв Мари. У другој половини 1976. године Мари долази у Ајрон мејден. Убрзо напушта Ајрон мејден и враћа се у Ерчин. Једно време свира у оба бенда. У другој половини 1977. враћа се у Ајрон мејден и остаје до данас. Његово познанство и заједничко свирање са Адријаном Смитом доводи до тога да Смит дође у Ајрон мејден крајем 1980. Заједно са Адријаном Смитом учествује на `Hair’n’Aid 1985.
Гитарски дуо Мари – Смит је временом био све бољи достигавши врх у хеви метал жанру. 
Утицао је на многе хеви метал гитаристе од почетка осамдесетих.